# Stephen McMahon (Basketballtrainer)
W. Stephen McMahon ist ein US-amerikanischer Basketballtrainer und ehemaliger -spieler.

## Leben
McMahon spielte Basketball an der Bishop Brady High School im US-Bundesstaat New Hampshire und am Merrimack College im Bundesstaat Massachusetts. Sein Punktbestwert von 52 in einem Spiel (erzielt während der Saison 1971/72) bedeutete in dieser Kategorie den ersten Platz in der ewigen Bestenliste der Hochschulmannschaft. 1985 wurde er in die „Hall of Fame“ des Merrimack College aufgenommen. Er erlangte 1972 einen Hochschulabschluss im Fach Rechnungswesen. Im selben Jahr wurde der zwei Meter große Flügelspieler beim Draft-Verfahren der NBA an 134. Stelle von den Cincinnati Royals ausgewählt. Anfang September 1972 wurde McMahon von den Kansas City Kings verpflichtet, Ende des Monats wurde er allerdings aus dem Kader gestrichen und das Vertragsverhältnis aufgelöst. Ebenfalls 1972 sicherten sich im Draft der ABA die Pittsburgh Condors die Rechte an McMahon. Er wechselte in die US-Liga EBA und verstärkte dort von 1972 bis 1974 die Hartford Capitols. Zeitgleich zu seiner Tätigkeit als Spieler in der EBA begann er 1973 an der Bishop Guertin High School seine Trainerlaufbahn. Von 1975 bis 1979 arbeitete er als Assistenztrainer der Basketballmannschaft am St. Anselm College in New Hampshire.
1979 wurde McMahon als Trainer des deutschen Bundesligisten USC Bayreuth verpflichtet. Zu Beginn der Saison 1979/80 gingen 13 Spiele in Folge verloren, er führte die Mannschaft letztlich aber zum Klassenverbleib. Im Spieljahr 1980/81 gewann Bayreuth unter MacMahon zwölf Bundesliga-Spiele und verlor zwölf. Das war die bis zu diesem Zeitpunkt beste Bundesliga-Bilanz einer Bayreuther Mannschaft. Er blieb bis 1981 im Amt und verließ Bayreuth aus persönlichen Gründen. Er betreute die Mannschaft (teils als Spielertrainer) während seiner Amtszeit auch im Europapokal. Während seines ersten Jahres in Bayreuth half er in der Saison 1979/80 in einer Partie auch als Spieler aus und erzielte 36 Punkte. Dennoch ging das Spiel verloren. Aus Ärger über die Niederlage schmiss McMahon die Tür zum Duschraum zu, klemmte sich dabei den Mittelfinger der linken Hand ein. Die dabei abgetrennte Fingerkuppe konnte im Krankenhaus nicht wieder angenäht werden.
McMahon kehrte 1981 in die Vereinigten Staaten zurück und wurde beruflich im Finanzwesen tätig. Später trainierte er nebenbei fünf Jahre lang die Basketball-Mädchenmannschaft der Londonderry High School.